# Uji
Uji (宇治市, Uji-shi) is een stad in de prefectuur Kioto, Japan. Begin 2014 telde de stad 188.412 inwoners. Uji maakt deel uit van de metropool Groot-Osaka. De stad ligt aan de rivier Yodo.

## Geschiedenis
Uji lag vroeger in de provincie Yamashiro, die is opgeheven. Sinds de Kamakuraperiode in de 13e eeuw wordt hier thee verbouwd, en in de 15e eeuw werd Uji net zo toonaangevend als de Togano in Kyoto.
Op 1 maart 1951 werd Uji benoemd tot stad (shi).

## Partnersteden
- Kamloops, Canada
- Xianyang, China
- Nuwara Eliya, Sri Lanka

Steden:
Ayabe · Fukuchiyama · Joyo · Kameoka · Kizugawa · Kyotanabe · Kyotango · Kyoto (hoofdstad) · Maizuru  · Miyazu · Muko · Nagaokakyo · Nantan · Uji · Yawata

Districten:
Funai · Kuse · Otokuni · Souraku · Tsuzuki · Yosa
Gemeenten per district